# Kopice
Kopice su naseljeno mjesto entitetskom linijom podijeljeno između općine Maglaj, Federacija Bosne i Hercegovine i Teslić, Republika Srpska, BiH.

## Povijest
Malo je podataka o naseljenom mjestu Kopicama. Poznato je da je za vrijeme Austro-Ugarske Kopice bilo naseljavano radnicima koji su radili na održavanju uskotračne pruge i sječi šume koja je prolazila iznad sela i kojom se izvozilo drvo za Teslić, odnosno tvornicu koja je prerađivala drvo. I danas ta tvornica postoji pod nazivom "Destilacija" Teslić. Smatra se da su ti doseljenici ostajali i gradili kuće zbijenog i djelomičnog raštrkanog tipa. 
Drugi dokazi pokazuju da i danas postoje nišani iz turskog doba, ali bez jasnih oznaka. Postoji takozvano i "Kužno groblje" pa se i iz toga može tvrditi da su ljudi živjeli u Kopicama i u vrijeme velikih kuga koje su harale svijetom. Stari ljudi govore kako su prvi ljudi doselili se iz sela poznatog po imenu Kotorsko, jer se i danas spominju Kotorčići. Sve u svemu nejasno je kada su Kopice nastale.
Selo se do rata, u cjelini, nalazilo u sastavu općine Maglaj.

## Stanovništvo
| Kopice             |                |                |              |
| godina popisa      | 1991.          | 1981.          | 1971.        |
| Muslimani          | 1.159 (94,15%) | 1.052 (99,05%) | 690 (92,36%) |
| Srbi               | 42 (3,41%)     | 4 (0,37%)      | 27 (3,61%)   |
| Hrvati             | 20 (1,62%)     | 0              | 26 (3,48%)   |
| Jugoslaveni        | 1 (0,08%)      | 1 (0,09%)      | 0            |
| ostali i nepoznato | 9 (0,73%)      | 5 (0,47%)      | 4 (0,53%)    |
| ukupno             | 1.231          | 1.062          | 747          |